# Mycetopodidae
Mycetopodidae је породица слатководних бисерних шкољки из реда Unionoida са стаништем у Јужној Америци. ме су добиле на основу облика њиховог стопала налик на гљиву. Као и сви чланови Унионоида се размножавају преко стадијуму ларве које привремено паразитирају на риби. Банареску наводи четири потпородица са десет родова укупно.

## Класификација[2]
Признате су четири потпородице.

### Anodontitinae
- Anodontites Bruguière, 1792
- Lamproscapha Swainson, 1840

### Mycetopodinae
- Mycetopoda d'Orbigny, 1835
- Mycetopodella Marshall, 1927

### Monocondylaeinae
- Monocondylaea d'Orbigny, 1835
- Haasica Strand, 1932
- Iheringella Pilsbry, 1893
- Fossula Lea, 1870
- Tamsiella Haas, 1931
- Diplodontites Marshall, 1922

### Leilinae
- Leila Gray, 1840